# Ľubietová
Ľubietová (hongrois : Libetbánya, allemand : Libethen), est un village situé dans la région de Banská Bystrica, en Slovaquie.

## Histoire
Première mention écrite du village en 1379. Le site était l'une des villes de l'Histoire des mines hongroises et slovaques. Cette région minière d’influence germanique comptait sept villes minières de Haute-Hongrie, dans l’actuelle Slovaquie centrale : Újbánya (Nová Baňa), Selmecbánya (Banská Štiavnica), Körmöcbánya (Kremnica), Besztercebánya (Banská Bystrica), Bakabánya (Pukanec), Bélabánya (Banská Belá) et Libetbánya (Ľubietová).

## Démographie

### Évolution de la population
| Année:               | 1994. | 2004.   | 2014.    | 2024.   |
| -------------------- | ----- | ------- | -------- | ------- |
| Nombre de personnes: | 974   | 986     | 1171     | 1269    |
| Différence:          |       | +1,23 % | +18,76 % | +8,36 % |

| Année:               | 2023. | 2024.   |
| -------------------- | ----- | ------- |
| Nombre de personnes: | 1278  | 1269    |
| Différence:          |       | -0,70 % |